# Ulica Nowolipie w Gdańsku
Ulica Nowolipie (niem. Dreilindener Weg) – ulica w Gdańsku, w dzielnicy Siedlce, na osiedlu Emaus.

## Przebieg
Ulica Nowolipie zaczyna się skrzyżowaniem Emaus (Kartuska/Łostowicka/Nowolipie) i kończy się skrzyżowaniem z ul. Franza Schuberta, gdzie przechodzi w ul. Franciszka Rakoczego. Wzdłuż ulicy nie ma żadnych zabudowań, przez co jej charakter jest przelotowy. W sąsiedztwie znajdują się ogródki działkowe ROD Nowolipie.

## Historia

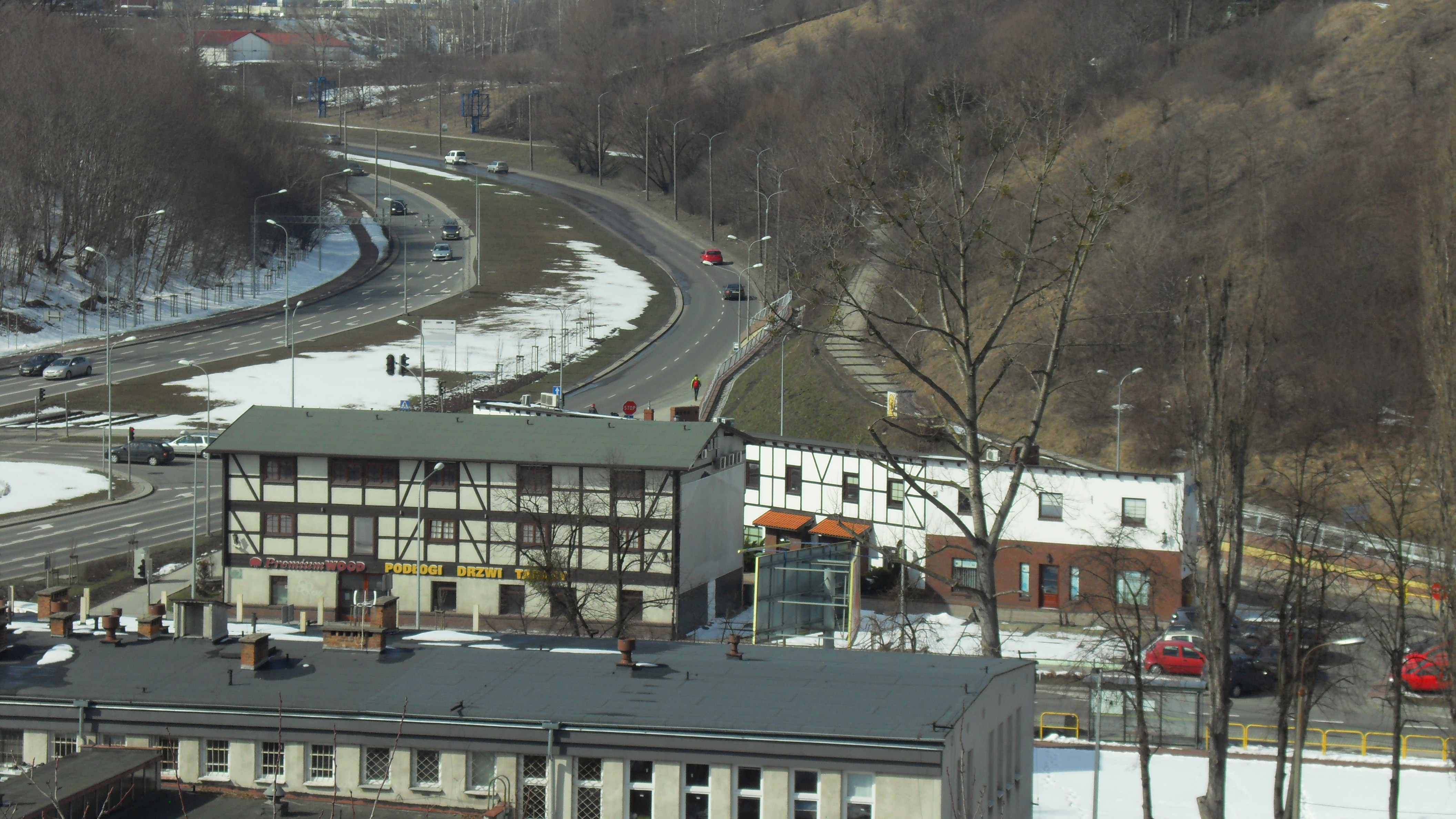
Zespół młyna Emaus. W tle ul. Nowolipie (2013)

Ulica Nowolipie dawniej była lokalną ulicą zabudowaną od strony ulicy Kartuskiej, prowadziła w wąwozie do kolonii zwanej Trzy Lipy (stąd jej nazwa przed 1945 - Dreilindener Weg, Droga do Trzech Lip). W latach 1978–1980 zabudowę całkowicie rozebrano, a w jej miejscu brukowanej i wąskiej ulicy powstała nowa arteria łącząca ulicę Kartuską z Pieckami i Suchaninem. Historycy u zbiegu Kartuskiej i Nowolipia lokalizują miejsce założonego w 1734 przez Rosjan oblegających Gdańsk obozu wojskowego, który powstał tu, gdy Rosjanie odstąpili Sasom obozowiska w dolinie Strzyży.

## Komunikacja

### Tramwaje
Środkiem ulicy biegnie wydzielone torowisko tramwajowe wybudowane w 2015 roku, torowisko biegnie dalej ulicą Rakoczego w kierunku Moreny, kursują tędy linie 10 i 12. Na ulicy nie znajduje się żaden przystanek tramwajowy.

### Autobusy
Ulicą kursują linie 115, 162, 168, 227, 262. Na ulicy znajduje się jeden przystanek autobusowy o statusie na żądanie „Nowolipie 01” (tylko w kierunku Emaus).